# Доња Брусовача
Доња Брусовача је насељено место на Кордуну, у саставу општине Војнић, Карловачка жупанија, Република Хрватска.

## Историја
Доња Брусовача се од распада Југославије до августа 1995. године налазила у Републици Српској Крајини.

## Становништво
Доња Брусовача је према попису из 2011. године имала 91 становника.

### Број становника по пописима
| Националност   | 2001. | 1991. | 1981. | 1971. | 1961. | 1953. | 1948. | 1931. | 1921. | 1910. | 1900. | 1890. | 1880. | 1869. | 1857. |
| бр. становника | 116   | 212   | 223   | 235   | 272   | 270   | 382   | 590   | 534   | 498   | 459   | 404   | 370   | 385   | 342   |

- напомене:

До 1948. исказивано под именом Брусовача.

### Национални састав
| Националност       | 2001.       | 1991.        | 1981.        | 1971.        | 1961.        |
| Срби               | 96 (82,75%) | 190 (89,62%) | 167 (74,88%) | 232 (98,72%) | 270 (99,26%) |
| Хрвати             | 4 (3,44%)   | 0            | 1 (0,44%)    | 0            | 2 (0,73%)    |
| Југословени        | 0           | 4 (1,88%)    | 40 (17,93%)  | 2 (0,85%)    | 0            |
| остали и непознато | 16 (13,79%) | 18 (8,49%)   | 15 (6,72%)   | 1 (0,42%)    | 0            |
| Укупно             | 116         | 212          | 223          | 235          | 272          |